# علم الموائع الدقيقة
يختص علم الموائع الدقيقة (بالإنجليزية: Microfluidics)‏ بالتعامل مع سلوك، الضبط الدقيق ومعالجة الموائع، المقيدة هندسياً بالأحجام الصغيرة وغالباً ما تكون في نطاق الملليمترات الفرعية. ومن المعروف أن صفة الدقيق (ميكرو) يُعْنَى بها الخصائص التالية:
- الكميات الصغيرة (nl، pl، fl)
- الأحجام الصغيرة
- استهلاك منخفض للطاقة
- تأثيرات المجال الدقيق

هذا ويُعَدٌ علم الموائع الدقيقة مجالاً متعدد التخصصات (Multidisciplinarity)، والذي تتقاطع عنده العديد من العلوم ومنها الهندسة، الفيزياء، الكيمياء، التقانة الدقيقة والتقانة الحيوية، كما أن له تطبيقاتٍ عمليةٍ في مجال تصميم الأنظمة التي يمكن استخدام وتوظيف تلك الكميات الصغيرة من الموائع بها. وكان علم الموائع الدقيقة قد نشأ في بدايات الثمانينات من القرن العشرين، كما تم استخدامه في تطوير وتنمية رؤوس طباعة الحبر النفاث، رقاقات الدنا الدقيقة، تقانة المختبر على رقاقة، الدفع الدقيق (propulsion)، وتقنيات الديناميكا الحرارية الدقيقة.

## السلوك الدقيق للموائع

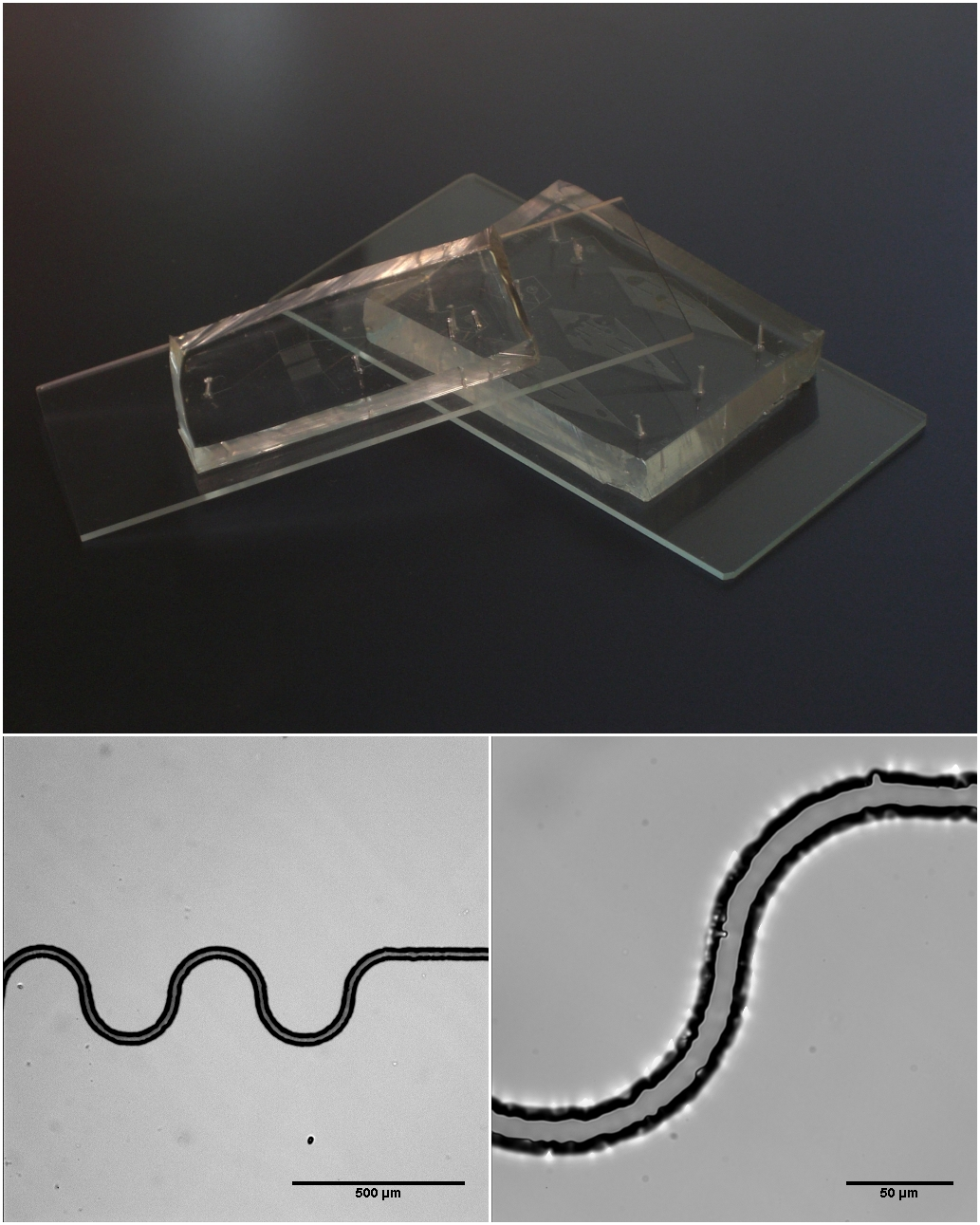
ممحاة السيليكون والآلات الزجاجية الموائعية الدقيقة. في الأعلى: صورةٌ للآلات. في الأسفل: صور دقيقة بمجهر تناقض التدخل التفاضلي Differential interference contrast microscopy لقناة السيربنتين بعرض ~15 ميكرومتراً.

يختلف سلوك الموائع الدقيقة عن سلوك (الموائع كبيرة الحجم) في بعض العوامل والتي منها التوتر السطحي، تبديد الطاقة، ونقطة بداية المقاومة الموائعية لتحديد النظام. هذا وتهتم الموائع الدقيقة بدراسة كيفية تغيير هذه السلوكيات، وكيفية عمل تلك السلوكيات أو كيفية الاستفادة منها في تطبيقاتٍ جديدةٍ.
ونلاحظ ظهور بعض الخصائص المثيرة وغير البديهية في بعض الأحيان الأخرى، مع الأحجام الصغيرة (أقطار القناة تتراوح بين 100 نانومتر ومئاتِ الميكرومترات. وعلى الأخص يكون رقم رينولدز (الذي يقارن تأثير القوة الدافعة (زخم) للموائع إلى تأثير اللزوجة) منخفضاً جداً (R<2000). وهنا نلاحظ أن نتيجةً جوهريةً لذلك تتمثل في أن الموائع، عندما تكون جنباً إلى جنب، ليس بالضرورة لها أن تختلط في الحس التقليدي؛ الانتقال الجزيئي فيما بينها غالباً ما يكون بالضرورة عبر الانتشار 
كما أنه يمكن ضمان حدوث سمات التخصص العالي الكيميائي والفيزيائي (من تركيزٍ، آسٍ هيدروجينيٍ، درجة الحرارة، قوة القص أو الجرد...إلخ) في معظم شروط التفاعل غير الرسمي ومنتجات أعلى في الدرجة في التفاعلات أحادية ومتعددة الخطوات.

## تأثيرات النطاق الدقيق
- تدفق صفحي
- توتر سطحي
- ترطيب كهربائي (بالإنجليزية:  Electrowetting)‏
- تلين حراري سريع
- شحنة سطحية كهربائية (بالإنجليزية:  surface charge)‏
- انتشار

## مجالات التطبيقات الرئيسية
تشتمل الهياكل الموائعية الدقيقة على الأنظمة الهوائية الدقيقة والتي منها الأنظمة الدقيقة لمعالجة نزع المياه عن الرقاقات (مضخات الموائع، صمامات الغاز...إلخ)، وكذلك الهياكل الموائعية الدقيقة للشريحة العليا المعالجة للكميات النانوية والبيكولترية. إلا أننا نلاحظ أنه حتى وقتنا هذا، فإن أنجح تطبيقٍ تجاريٍ للموائع الدقيقة يتمثل في رأس كل طابعة نافثة للحبر. كما أُجريت العديد من الأبحاث الهامة على تطبيقات الموائع الدقيقة في مجال إنتاج كمياتٍ مترابطةٍ من المواد صناعياً.
أحدث التقدم في إنجازات تقتانة الموائع الدقيقة ثورةً في إجراءات علم الأحياء الجزيئي المستخدمة في عملية التحليل الإنزيمي (مثل الجلوكوز وفحوص اللاكتيك)، وكذلك تحليل الدنا (مثال؛ تفاعل البوليميريز المتسلسل والتسلسل عالي الإنتاجية)، بالإضافة إلى البروتيوميات. حيث تتمثل الفكرة الرئيسية لتصنيع وعمل رقاقات الموائع الدقيقة في دمج عمليات الفحص والتي منها الاكتشاف، بالإضافة إلى المعالجة القبلية للعينة وتجهيز العينة على رقاقةٍ واحدةٍ.
ومن مجالات تطبيقات الرقاقات الحيوية حديثة النشأة علم الأمراض السريري، وخاصةً تشخيص الأمراض لحظة الرعاية. هذا بالإضافة إلى أن الأدوات القائمة على الموائع الدقيقة تتسم بأنها قادرةٌ على تجميع العينة باستمرار وفحص الحقيقي الوقت لعينات الهواء/ الماء من أجل السموم الكيميائية حيوية وكذلك مسببات الأمراض الأخرى الخطيرة، ولهذه الأجهزة القدرة على أن تعمل «كأجهزة إنذار للحريق الحيوي» لهدف الإنذار المبكر.

### الموائع الدقيقة مستمرة التدفق
تعتمد تلك التقانيات على معالجة الموائع مستمرة التدفق (الجريان) عبر القنوات دقيقة الألياف. وهنا يتم تحقيق نظام تشغيل تدفق (جريان) الموائع إما بواسطة مصادرٍ بضغطٍ خارجيةٍ، مضخاتٍ آليةٍ خارجيةٍ، مضخاتٍ دقيقةٍ آليةٍ مدمجةٍ (بالإنجليزية:  micropump)‏، أو بواسطة خليطٍ من القوى الشعرية وآليات الرحلان الكهربائي.
 مما يجعل عملية تدفق الموائع الدقيقة المستمر تمثل مدخلاً رئيسياً للتيار حيث أنها سهلة التنفيذ وأقل حساسيةٍ لمشكلات فساد البروتينات. حيث أن أجهزة التدفق أو الجريان المستمر تتسم بأنها كافيةٌ وتعمل بكفاءةٍ في العديد من التطبيقات الحيوية كيميائية المعروفة جيداً والبسيطة، وكذلك في القيام بالعديد من المهام والتي منها الفصل الكيميائي، إلا أنها تتسم كذلك بأنها أقل تناسباً في إجراء المهمام التي تتطلب درجةٍ عاليةٍ من المرونة أو معالجات الموائع غير التفاعلية. كما أن تلك الأنظمة مغلقة القناة تتسم كذلك بأنها صعبةٌ وشاقةٌ بطبيعتها للدمج والقياس بسبب تنوع العوامل المتغيرة الحاكمة لمجال التدفق (الجريان) عبر مسار التدفق، مما يؤدي إلى أن يصبح تدفق الموائع في أي موقعٍ واحدٍ متوقفاً على خصائص النظام أجمع. هذا بالإضافة إلى أن الهياكل النانوية المحفورة بصورةٍ مستمرةٍ تؤدي إلى عملية إعادة تشكيلٍ محدودةٍ وقدرةٍ ضعيفةٍ لستامح الأخطاء.
وكذلك يمكن تحقيق العملية الضابطة للقدرات في أنظمة التدفق المستمر مع استخدام مستشعرات تيار الموائع الدقيقة عالية الحساسية، والقائمة على تقنية النظم الكهروميكانيكية الصغرى والتي تعرض دقة عرضٍ متقلصةٍ لتصل إلى المستوى النانولتري.

### الموائع الدقيقة الرقمية (القائمة على القطيرات)
ونلاحظ أن بدائل أنظمة التدفق المستمر مغلقة القنوات والتي تم ذكرها مسبقاً تتضمن الهياكل المفتوحة الجديدة، والتي عندما تكون منفصلةً، يتم معالجة قطيرات متحَكَم بها بصورةٍ مستقلةٍ على الركيزة باستخدام الترطيب الكهربائي (بالإنجليزية:  electrowetting)‏. وعلى أثر تناظر الإلكترونيات الدقيقة الرقمية، فإنه يمكن الإشارة إلى هذا المدخل أو تلك المنهجية على أنها علم الموائع الدقيق الرقمي. ويُعَدُ لو بيسانت وآخرون رواد استخدام القوى الشعرية الكهربائية لتحريك القطيرات على المسار الرقمي. هذا وقد لعب «مقحل الموائع» (بالإنجليزية:  fluid transistor)‏ والذي كان شركة سيتونكس (بالإنجليزية: Cytonix)‏  هي رائدة إنتاجه في تلك العملية كذلك. وتلى ذلك أن تم تسويق تلك التقانة الجديدة بواسطة جامعة ديوك. ونلاحظ أنه يمكن بواسطة استخدام قطيرات الكمية إلى الوحدة المنفصلة  ، تقليص وظيفة الموائع الدقيقة إلى مجموعةٍ من العمليات الرئيسية المتكررة فقط، مثال ذلك؛ تحريك وحدةٍ واحدةٍ من الموائع فوق وحدةٍ من المسافة. هذا وتسهل عملية «الترقيم» تلك من استخدام مدخلاً أو نهجاً قائماً على الخلية ومتسلسلاً، لأجل تصميم رقاقة الموائع الدقيقة الحيوية. ومن ثم تعرض الموائع الرقمية الدقيقة تركيباً معمارياً محجماً ومرناً بالإضافة إلى قدرةٍ عاليةٍ على تسامح الأخطاء (بالإنجليزية:   fault-tolerance System)‏. علاوةً على ذلك، فبسبب أنه يمكن التحكم في كل قطيرةٍ على حدةٍ وبصورةٍ مستقلةٍ، يمكن أن يكون لتلك الأنظمة القدرة على إعادة التشكيل بصورةٍ ديناميكيةٍ تفاعليةٍ، والتي وفقاً لها، يمكن إعادة تشكيل مجموعات خلايا الوحدة ضمن مصفوفة الموائع الدقيقة لتغيير وظيفيتها خلال عملية التنفيذ المتزامن لمجموعةٍ من التحاليل الحيوية. وعلى الرغم من أنه يمكن معالجة القطيرات داخل قنوات الموائع الدقيقة المشكَّلة، وبسبب أن عملية الضبط على القطيرات ليست بعمليةٍ مستقلةٍ، فإنه لا يجب أن تكون مربكةً كعمليةٍ للـ «الموائع الدقيقة الحيوية». هذا بالإضافة إلى أن طريقة الترطيب الكهربائي – على – العازل الكهربائي والمعروفة باسم (electrowetting-on-dielectric) تمثل إحدى طرق تشغيل الموائع الدقيقة الرقمية الشائعة. مما ساعد على تنفيذ الكثير من تطبيقات (مختبر على رقاقة) ضمن نموذج عمل الموائع الدقيقة الرقمية باستخدام الترطيب الكهربائي. على الرغم من ذلك، فقد تم مؤخراً تنفيذ بعض الأساليب الأخرى لمعالجة القطيرات باستخدام موجة سطح صوتية (بالإنجليزية:  Surface Acoustic Wave)‏، الترطيب الكهربائي البصري (بالإنجليزية:  optoelectrowetting)‏، التشغيل الآلي (بالإنجليزية: mechanical actuation)‏...إلخ.

### رقائق الدنا (المصفوفات الدقيقة)
قامت الرقاقات الحيوية الأولى على فكرة مصفوفات الدنا الدقيقة (بالإنجليزية:  DNA microarray)‏، ومثال ذلك، مصفوفة GeneChipDNA لشركة Affymetrix، والمصنوعة من قطعةٍ من ركيزة الزجاج، البلاستيك أو السيليكون، والتي عليها يتم تثبيت قطعٍ من (مجسات أو مسابر) الحمض النووي ضمن مصفوفةٍ دقيقةٍ مجهريةٍ. كما يتم تصميم مصفوفة البروتين الدقيقة (بالإنجليزية:  protein array)‏ على نفس منوال مصفوفة الدنا الدقيقة، وهي تمثل مصفوفةً مصغرةً حيث يتم إيداع مجموعةٍ كبيرةٍ من العوامل المختلفة المحصورة، والتي غالباً ما تكون أجساماً مضادةً وحيدة النسيلة، على سطح الرقاقة؛ والتي تستخدم لتحديد وجود و/ أو كمية البروتينات في العينات الحيوية، ومثال ذلك الدم. إلا أن العقبة التي تواجه تصنيع الدنا ومصفوفات البروتين (بالإنجليزية:  protein array)‏ هي أنها جميعاً ليست بقابلةٍ لإعادة التشكيل أو التحجيم بعد تصنيعها. وقد تم وصف الموائع الرقمية الدقيقة على أنها وسيلةٌ لتنفيذ البي سي آر الرقمي (بالإنجليزية:  Digital polymerase chain reaction)‏.

### الأحياء الجزيئية
بالإضافة إلى أن تصميم رقاقات المصفوفات الدقيقة الحيوية من أجل الرحلان الكهربائي ثنائي الأبعاد، فإنها تستخدم كذلك لغرض تحليل الترانسكريبتوم (Transcriptome)  ،  وكذلك في عملية توسيع تفاعل البوليميراز المتسلسل. في حين تتضمن مجالات التطبيقات الأخرى العديد من عمليات وتطبيقات الرحلان الكهربائي والاستشراب، سواءً للبروتينات والدنا، فصل الخلية، وعلى الأخص فصل خلية دموية معينة، تحليل البروتين، معالجة الخلية وعملية التحليل والتي قد تشمل تحليل حيوية الخلية والإمساك بالميكروبات.

### علم الأحياء الارتقائي التطوري
يمكن تكوين بيئةٍ موائعيةٍ مصنَّعةٍ دقيقةٍ أو نانويةٍ بواسطة دمج الموائع الدقيقة مع كلٍ من علم البيئة الطبيعية (بالإنجليزية:  Landscape ecology)‏ وعلم الموائع النانوي، وذلك من خلال بناء رقعٍ محليةٍ من الموائل البكتيرية وربطهم جميعاً بواسطة ممراتٍ منعزلةٍ. حيث يمكن استخدام البيئة الناجمة في مجال التطبيقات الفيزيائية للبيئات التكيفية (بالإنجليزية:  adaptive landscape)‏  ، من خلال إنتاج فسيفساء مكانية من رقع الفرص الموزعة في المكان والزمان. حيث تسمح الطبيعة الرقعية لهذه البيئات الموائعية من دراسة الخلايا البكتيرية المتكيفة في النظام متعدد السكان (بالإنجليزية:  Metapopulation)‏. تسمح البيئة التطورية (بالإنجليزية:  evolutionary ecology)‏ لهذه الأنظمة البكتيرية في تلك الأنظمة البيئية التركيبية باستخدام الفيزياء الحيوية لمواجهة وطرح التساؤلات في مجال علم الأحياء التطوري.

### الفيزياء الحيوية الخلوية
بتصحيح حركة البكتريا العائمة الفردية  ، أصبح من الممكن استخدام الهياكل الموائعية الدقيقة لاستخلاص الحركة الآلية من عينةٍ من الخلايا البكتيرية المتحركة. وبهذه الطريقة، يمكن بناء الدوارات العاملة بطاقة البكتريا.

### البصريات
عرفت عملية دمج كلٍ من علم الموائع الدقيقة مع علم البصريات فيما يسمى علم الموائع البصري (بالإنجليزية:  Optofluidics)‏. ومن أمثلة الأجهزة الموائعية البصرية جهاز (Tuneable Microlens Array).

### طرد القطيرات الصوتي (ADE)
يستخدم طرد القطيرات البصري (بالإنجليزية:  Acoustic droplet ejection)‏ نبضةً أو ذبذبةً من الموجات الفوق صوتيةٍ لتحريك الكميات القليلة من الموائع (والتي عادةً ما تكون نانولترية أو بيكولترية) بدون أي اتصالٍ جسديٍ. وهنا تركز تلك التقانة الطاقة الصوتية إلى داخل عينة المائع بهدف طرد قطيراتٍ يصل صغر حجمها إلى مليوات من المليونات من اللتر (حيث يعادل البيكولتر 10 −12 من اللتر). وهنا تتسم عملية طرد القطيرات الصوتي بأنها عمليةٌ معتدلةٌ، بالإضافة إلى أنه يمكن استخدامها لنقل البروتينات، الدنا عالي الوزن الجزيئي، والخلايا الحية بدون الإضرار أو الخسارة في الحيوية. ومثل تلك السمة تجعل تلك التقانة متاحةً أمام قطاعٍ عريضٍ متنوعٍ من التطبيقات والتي منها البروتيوميات والفحوصات الخلوية.

### خلايا وقود
لمزيد من التفاصيل حول هذا الموضوع: قم بالإطلاع على مضخة تنافذية كهربائية (بالإنجليزية:  Electroosmotic pump)‏.
لخلايا الوقود الموائعية الدقيقة القدرة على استخدام التيار الرقائقي لفصل الوقود وأكسدته، بهدف ضبط تفاعل مائعين بدون عائقٍ جسديٍ كما هو مطلوب في خلايا الوقود التقليدية.

### مرشحات أوعية المياه المسرمكة
تتبنى الدول النامية في أوقاتنا الحالية مرشحات المياه المسرمكة القائمة على الطين من أجل ترشيح المياه فعال التكلفة. وهنا نلاحظ أن مرشحات المياه تلك مصنوعةٌ من صور التعفن المصنعة بواسطة خلط الطين مع مواد النفايات النباتية والتي منها على سبيل المثال قشر الأرز، التبن والنشارة، الكتل الحيوية النباتية المجففة إلخ المتواجدة في بعض النسب الحجمية أو الوزنية. وتستخدم مثل تلك الحاويات أو الأوعية في كلٍ من أفريقيا وآسيا منذ زمنٍ قديمٍ. وتتسم عمليات تقطير المياه عبر تلك الأوعية الطينية بأنها قلوية. وقد وُجِدَ مؤخراً أن هذه الطبيعة القلوية يمكن التنبؤ بها بسهولةٍ بواسطة استخدام نماذجٍ بسيطةٍ تقوم بدمج عمليات نقل الموائع الدقيقة/ النانوية والتي منها التناضح الشعري (Capillary Osmosis)، التناضح الحراري (Thermo Osmosis)، التناضح الكهربائي (Electro-osmosis) وتفريغ الشحنة من تلك الأدوات المسرمكة الطينية.

## وصلات خارجية
- الموائع الدقيقة الحيوية, مفتوحة المصدر، مراجعة دورية تنشرها المعهد الأمريكي للفيزياء
- MEMSuniverse, ملف فيديو والرسوم المتحركة لأجهزة الموائع الدقيقة وتطبيقاتها.
- الموائع الدقيقة فائقة التبريد - فهمنا للحياة والتقانة في درجات الحرارة الحادة قد يكون أوضح بفضل جهازٍ للموائع الدقيقة يقوم بدراسة تركيب الثلج – كما جاء في تقرير التقانة الكيميائية من الجمعية الملكية للكيمياء.
- من تطبيقات الموائع الدقيقة للظاهرة الموائعية النانوية - وهي عبارة عن Chem Soc Rev - هدفت إلى توضيح أخر صور التقدم في مجال أبحاث الموائع الدقيقة والنانوية، الضيف محرره ألبرت فان دينبرغ، هارولد كريغوود وبيدونغ يانغ. نشرتها الجمعية الملكية للكيمياء.

آخر المقالات المنشورة على الموائع: http://www.fluidics.eu

### تعليمي وملخصات
- MIFLUS – شجرة مصطلحات الموائع الدقيقة المعجمية
- Living La Vida LOC(a): نظرة موجزة داخل عالم «مختبر على شريحة» وعلمالموائع الدقيقة.